# Stari Grad (Hvar)
Stari Grad (kroatisch für „Alte Stadt“, italienisch Cittàvecchia, in der Antike griechisch Pharos) ist eine Hafenortschaft im Westteil der Insel Hvar in der kroatischen Gespanschaft Split-Dalmatien. Der Hafen gehört zu den wichtigsten auf der Insel. Die Ortschaft hat 1885 Einwohner (Volkszählung 2011) und ist somit nach Hvar der zweitgrößte Ort der Insel.

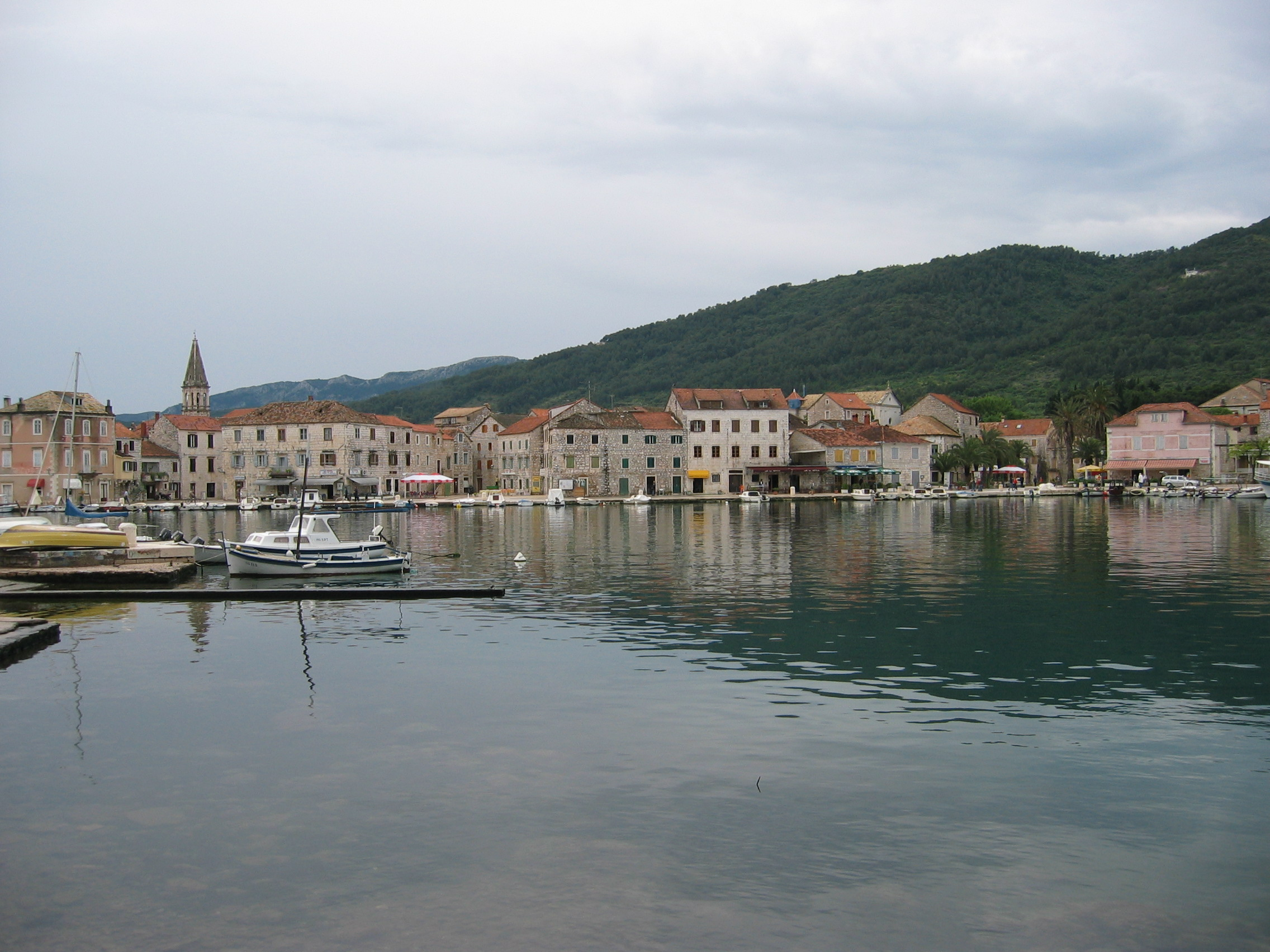
Blick auf Stari Grad

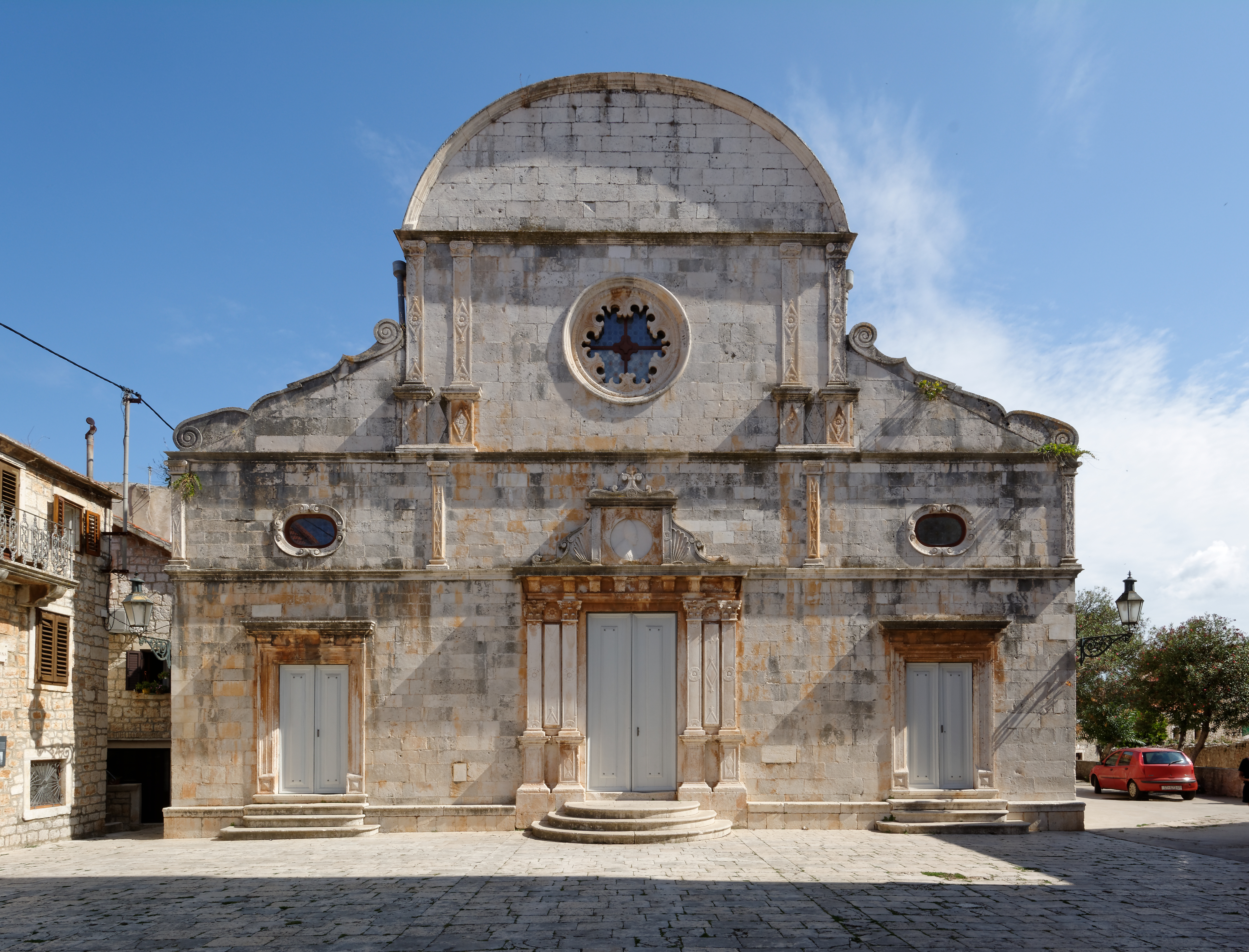
St.-Stephan-Kirche

## Geschichte
Die ursprüngliche Siedlung Pharos wurde 384 v. Chr. von griechischen Kolonisten gegründet, nachdem sie den Widerstand der altansässigen Illyrier gebrochen hatten. Mosaike unter dem Straßenpflaster zeugen von den vergangenen Zeiten. Seit 1205 erscheint Stari Grad unter dem Namen Civitas Vetus. Im 16. Jahrhundert errichtete der Poet Petar Hektorović eine heute noch erhaltene Villa, in welcher er zeitlebens mit seiner Familie wohnte. Teile der Wohnung sind erhalten und die Verwaltung der Insel ließ zu Ehren des Dichters und Universalgelehrten eine Bronzebüste auf dem nach ihm benannten Platz errichten.
Im Jahr 2008 wurde die seit der Antike landwirtschaftlich genutzte Ebene von Stari Grad östlich der Stadt in die Liste des UNESCO-Welterbes aufgenommen. Zur ausgezeichneten Stätte gehört auch die zwischen dem 16. und 19. Jahrhundert entstandene historische Altstadt auf der Südseite des Yachthafens.
Im Ort stehen mehrere römisch-katholische Kirchen, darunter die imposante St.-Stephan-Kirche, die Johannes-Kirche und die Peterskirche beim Dominikanerkloster.
Am Rand der Wohnbebauung haben Archäologen Reste der Erstbesiedlung freigelegt und mit Erklärungstafeln für Touristen erschlossen.
Seit 2017 besteht eine Partnerschaft mit der Insel und Gemeinde Šolta.

## Wirtschaft und Infrastruktur

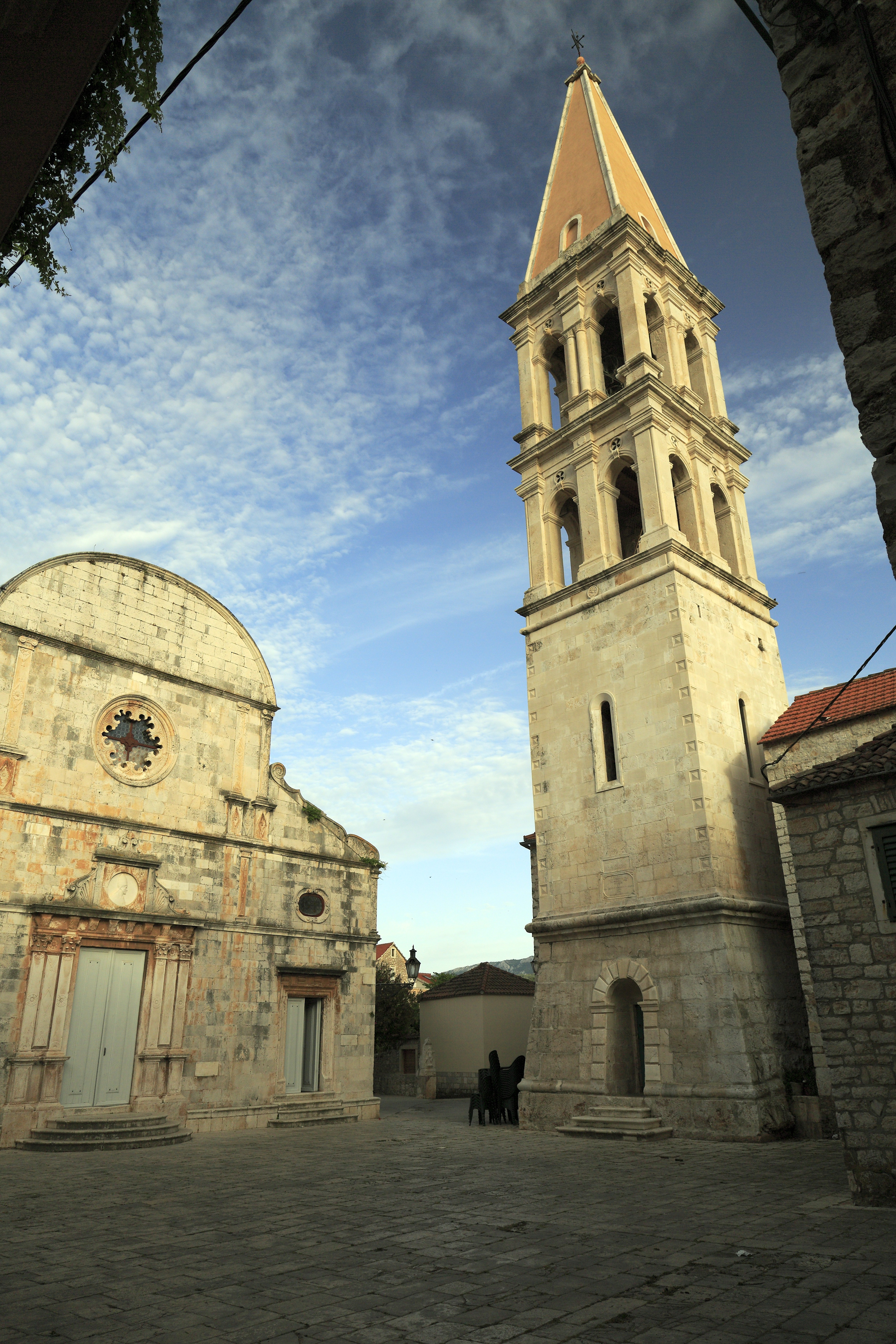
Freistehender Glockenturm der St.-Stephan-Kirche

Die Einwohner leben überwiegend vom Tourismus (Unterkunftswesen, Gaststätten, Souvenirshops, Stadtführungen), einige Fischerfamilien sind aber auch noch aktiv.
Von Bedeutung ist der gut ausgebaute Segelhafen. Stari Grad ist mit dem Festland über eine Autofähre nach Split, Pescara und Ancona sowie über die Küstenfähre Rijeka–Dubrovnik verbunden.

## Persönlichkeiten
- Petar Hektorović (1487–1572), kroatischer Poet und Universalgelehrter der Renaissance
- Juraj Biankini (1847–1928), römisch-katholischer Geistlicher, Politiker